# Yolande Roche
Pour les articles homonymes, voir Roche (homonymie).
Yolande Roche (née Touron le 16 mai 1949) est une athlète française, spécialiste des courses de demi-fond.

## Biographie
Elle est sacrée championne de France du 1 500 mètres en 1973 à Colombes.
Son record personnel sur cette distance est de 4 min 24 s 2 (1973).
Elle est vice-championne de France de cross-country (cross long) en 1967 et 1973.